# Maclurolyra
Maclurolyra là một chi thực vật có hoa trong họ Hòa thảo (Poaceae).

## Loài
Chi Maclurolyra gồm các loài: